# Pandolfo Collenuccio
Pandolfo Collenuccio, parfois Pandolfo Collinutio, (Pesaro, 7 janvier 1444–Pesaro, 6 juillet 1504) est un humaniste, historien et poète italien.

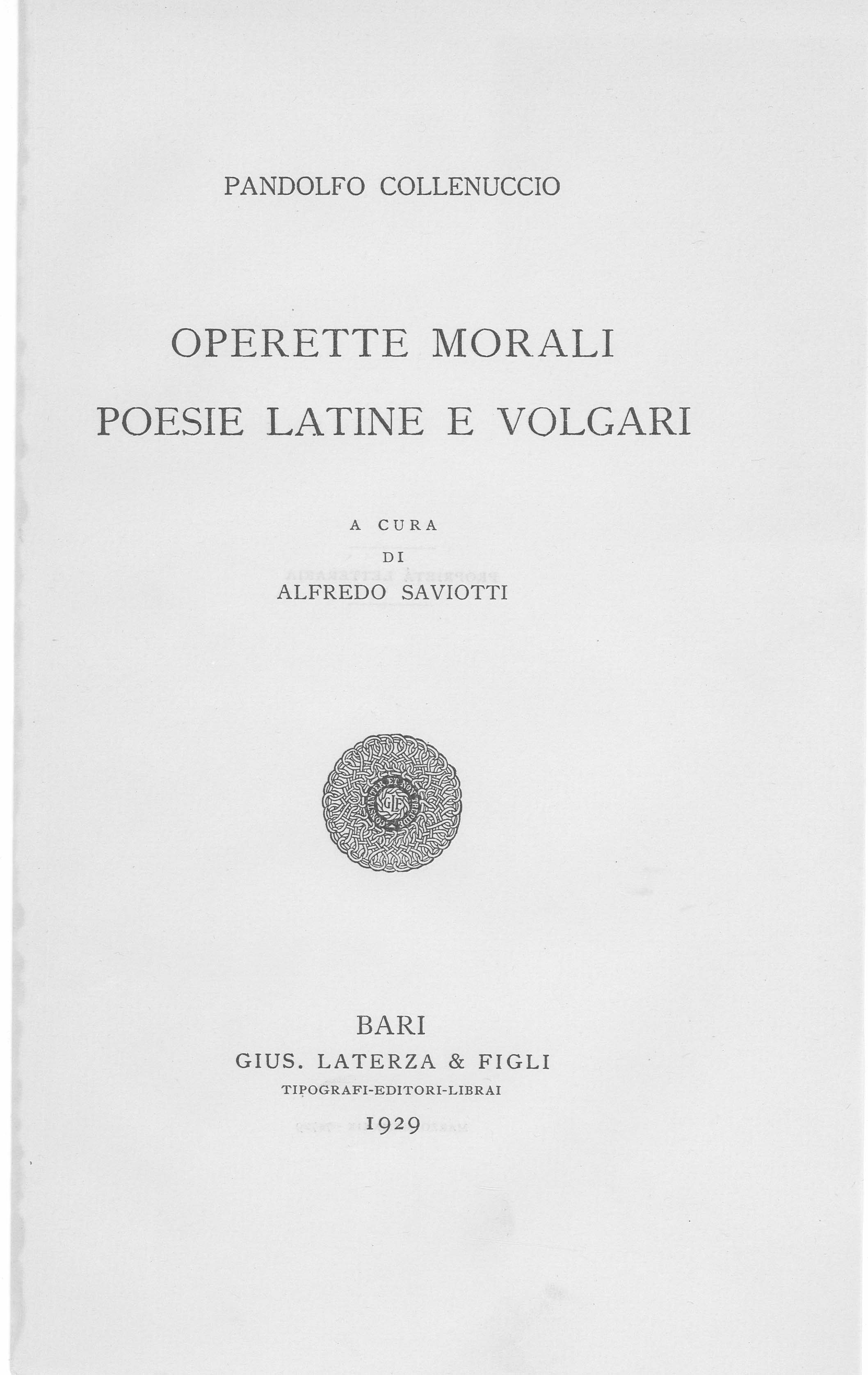
Operette morali, 1929

## Biographie
Fils d'un professeur de grammaire, il obtient un diplôme de droit à Padoue en 1465. Il devient courtisan et diplomate et effectue de nombreuses missions mais, en 1488, à la suite de différends avec Giovanni Sforza est emprisonné et ses biens sont confisqués.
Contraint à l'exil (1489), mais célèbre par ses écrits humanistes, pour être le premier à avoir étudié les Étrusques et par la fondation du premier musée de sciences naturelles d'Italie, il est accueilli et protégé par Laurent de Médicis, par la Maison de Gonzague (1491) et par Hercule Ier d'Este qui le nomme premier conseiller  puis capitaine de la Justice (1500) et l'envoie comme ambassadeur auprès de Maximilien Ier et du Pape Alexandre VI.
Soutenant César Borgia, il est étranglé par ordre de Giovanni Sforza le 6 juillet 1504.

## Œuvres
La plupart des œuvres littéraires et historiques de Collenuccio, en latin et en langue vernaculaire ont été composées après la première condamnation (en 1489) et ont été publiés à titre posthume, pour la plupart par son fils.
On lui doit, entre autres, une Histoire de Naples, deux pièces dramatiques, Joseph et Amphitryon, un traité de l'Éducation chez les anciens, des remarques sur Pline l'Ancien ainsi que de nombreuses poésies.
- (la) Florentia seu Panegyrica silva ad Florentinae urbis novem viros, Florence, 1490 (lire en ligne)
- Pliniana defensio adversus Nicolai Leoniceni accusationem, Ferrare, 1493 (lire en ligne)
- Oratio ad Maximilianum Caesarem Romanorum regem, Rome, 1494 (lire en ligne)
- Compendio dell'historia del regno di Napoli, Venise, 1541 (lire en ligne)
- Operette morali, Poesie latine e volgari di Pandolfo Collenuccio, Bari, Laterza, coll. « Scrittori d'Italia Laterza », 1929